# 中国科学院科技战略咨询研究院
中国科学院科技战略咨询研究院，原名中国科学院科技政策与管理科学研究所，是中华人民共和国的一所科技政策与管理科学研究机构，1985年6月成立。2016年10月改为现名。
2020年5月13日，作为第一批倡议方，与国家发展改革委等部门发起“数字化转型伙伴行动”倡议。

## 组织架构
领导机构
```
   院长：潘教峰
   党委书记：穆荣平
   副院长：王毅 张凤 樊杰 刘春杰
   副院长兼纪委书记：刘清
```

理事会
```
   理事长：白春礼
   副理事长：刘伟平 李静海
   理事：沈文庆、裴钢、秦大河、杨玉良、曹效业、汪克强、李婷、高鸿钧、王越超、严庆、刘会洲、李和风、周德进、潘教峰
```

学委会
```
   学术委员会
   主任：李静海
   委员：院思想库建设委员会委员
```

咨顾会
```
   咨询顾问委员会
   邀请现职或曾在中央研究部门、国家宏观经济管理部门和科技管理部门工作的高水平领导专家，以及国外高水平战略专家，在研究方向和重大选题上给予指导。
```